# Democratisch Front voor de Bevrijding van Palestina
Het Democratisch Front voor de Bevrijding van Palestina (Arabisch:جبهة ديمقراطية لتحرير فلسطين , al-Jabha al-Dīmūqrāṭiyya li-Taḥrīr Filasṭīn, Engels: Democratic Front for the Liberation of Palestine) is een afsplitsing van het Volksfront voor de Bevrijding van Palestina (PFLP) dat weer een afsplitsing is van de PLO.
Een van de bekendste aanslagen waarvoor het DFLP verantwoordelijk was is de Gijzeling in Ma'alot waarbij 25 schoolkinderen en leraren werden gedood.
Democratisch Front voor de Bevrijding van Palestina (DFLP) · Fatah · Hamas · Palestijnse Democratische Unie (FIDA) · Palestijns Nationaal Initiatief (PNI) · Palestijnse Volkspartij (PPP) · Palestijns Volksgevechtsfront (PPSF/PSF) · Volksfront voor de Bevrijding van Palestina (PFLP) · Volksfront voor de Bevrijding van Palestina - Algemeen Commando (PFLP-GC) · De Toekomst · Derde Weg Partij · As-Sa'iqa · Arabisch Bevrijdingsfront